# Antidesma baccatum
Antidesma baccatum är en emblikaväxtart som beskrevs av Airy Shaw. Antidesma baccatum ingår i släktet Antidesma och familjen emblikaväxter. Inga underarter finns listade i Catalogue of Life.